# Terapia szokowa (gospodarka)
Terapia szokowa (ang. shock therapy) – skrótowe określenie podsumowujące pogląd, zgodnie z którym reformy gospodarcze powinny być wprowadzane w możliwie szybki sposób.
Poglądy zwolenników teorii szokowej są przeciwstawiane opiniom zwolenników podejścia gradualistycznego, którzy uważają, że najważniejsze reformy gospodarcze należy przeprowadzać stopniowo. Do zderzenia tych dwóch poglądów w praktyce polityki gospodarczej dochodzi w krajach wdrażających programy liberalizacji gospodarki lub transformacji systemowej. Zwolennicy teorii szokowej odwołują się do argumentu, że gwałtowne wprowadzenie zmian w gospodarce pozwala na wyodrębnienie dużej grupy beneficjentów reform, więc odejście od zmian okazuje się politycznie niemożliwe. Stopniowe wprowadzanie zmian może zaowocować powstaniem silnej opozycji wobec reform. Dzieje się tak ponieważ ich koszty ujawniają się na ogół wcześniej niż płynące z nich korzyści.
Przykładami terapii szokowej w Europie Środkowej i Wschodniej są plan Balcerowicza i Reforma Gajdara.
Po raz pierwszy terapię szokową zastosowano w Chile po zamachu stanu generała Augusto Pinocheta w 1973 roku, co określano później jako chilijski cud.